# Felicia Pearson
Felicia "Snoop" Pearson (nacida el 18 de mayo de 1980 en Baltimore, Maryland, Estados Unidos) es una actriz afroamericana, autora, y rapera. Es conocida por interpretar a Snoop en The Wire. Ha escrito una memoria, Grace After Midnight.

## Carrera de actuación
Pearson conoció a Michael K. Williams, que interpretaba a Omar Little en The Wire, en un club de Baltimore. Él la invitó a ir al set un día. Él la presentó a los escritores y productores, y después de una audición, se le ofreció el papel en la serie, que se hizo su gran debut.

## Carrera musical
Pearson apareció en la canción "It's a Stick Up" con Tony Yayo y Mazardi Fox. El vídeo musical para la canción fue inspirado en The Wire. Su primer sencillo es llamado "I'm Famous". También es buena amiga del rapero Rick Ross y ha estado en sus vídeos como "The Boss", "Here I Am", y "Cash Flow" por el rapero Ace Hood.

## Problemas legales
En 2011, Pearson fue detenida junto a 30 jóvenes más implicadas en un caso de tráfico de drogas. Se declaró culpable de los cargos por venta de heroína que se le imputaban.